# Pteroptyx sulawesiensis
Pteroptyx sulawesiensis is een keversoort uit de familie glimwormen (Lampyridae). De wetenschappelijke naam van de soort is voor het eerst geldig gepubliceerd in 2003 door Kawashima.